# Tymphée

Tribus de l'Épire dans l'Antiquité.

La Tymphée ou Tymphaia (en grec ancien : Τυμφαία / Tymphaia) est une région de Grèce antique située au nord-est de l'Épire. Elle est habitée par les Tymphéens, une tribu (ethnos) grecque apparentée aux Molosse,. Le territoire tribal a été annexé et est devenu une province du royaume de Macédoine, en particulier la Haute-Macédoine, au IVe siècle av. J.-C..

## Histoire
En raison du fait que les toponymes grecs qui préservent les caractéristiques archaïques sont très densément trouvés dans une zone plus large, il semble que les locuteurs de la langue proto-grecque habitaient une région qui comprenait la Tymphée avant les migrations de la fin de l'âge du bronze (fin du IIIème - début de IIème millénaire av. J.-C.) pendant plusieurs siècles, voire des millénaires auparavant. Tymphaea et ses habitants grecs, les Tymphéens, ont été nommés d'après le mont Tymphe. Vers 350 av. J.-C, la Tymphée fut conquise par Philippe II (359-336 av. J.-C.) et incorporée au royaume de Macédoine dans le cadre de la Haute Macédoine,. Le natif le plus célèbre de Tymphée était Polyperchon, un général d'Alexandre le Grand. Il était le fils de Simmias qui était le souverain de Tymphée vers 370 av. J.-C.
Les Tymphéens appartenaient à la large tribu des Molosses. Ils étaient l'une des tribus Epirote du groupe grec du nord-ouest. Ils adoraient Deipaturos, une divinité du ciel, semblable à Zeus Pater, comme le dieu de leur montagne, Tymphé.